# Cih

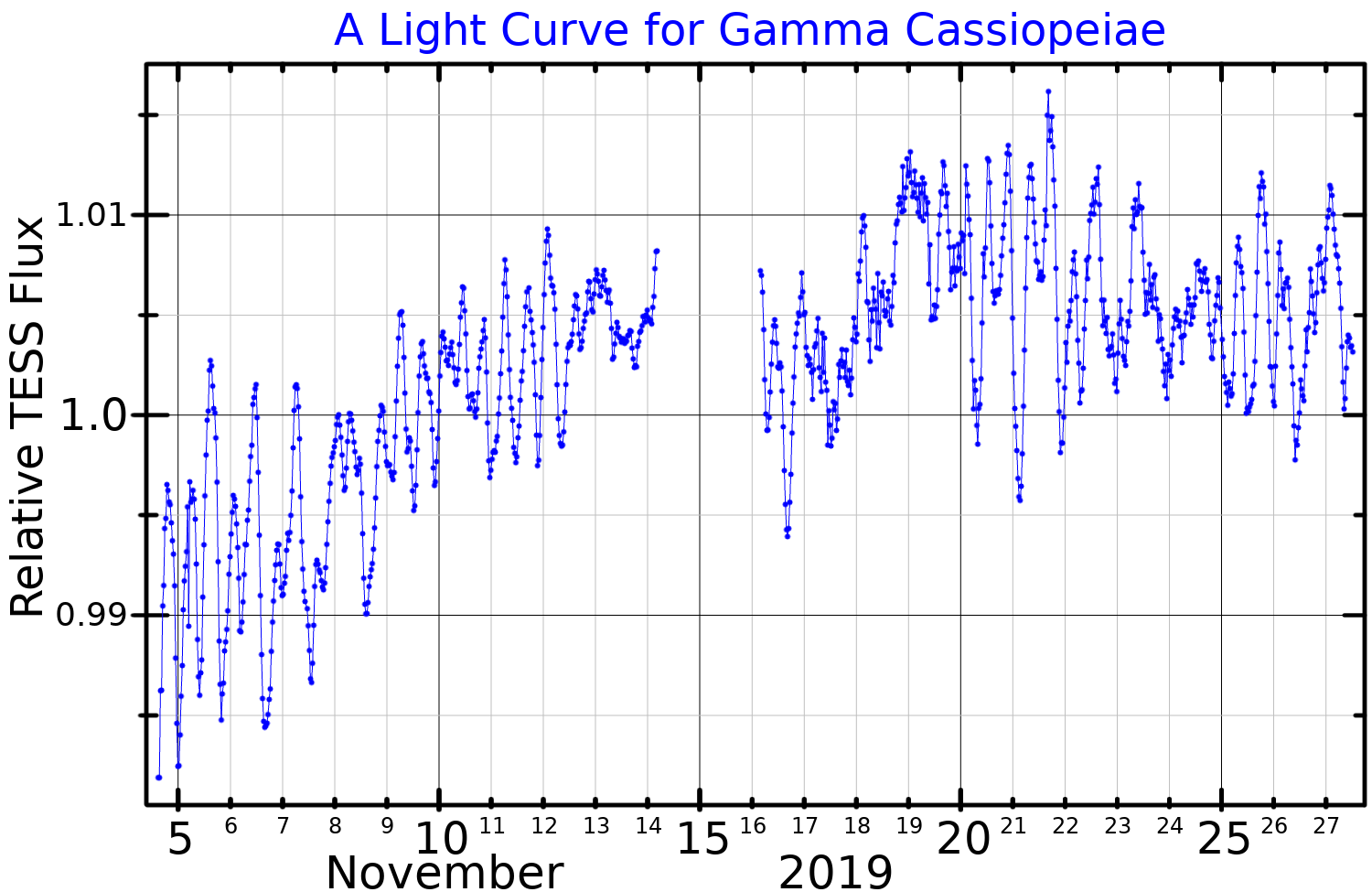
Lichtkromme van Cih

Cih (gamma Cassiopeiae) is een heldere ster in het sterrenbeeld Cassiopeia. Het is een Be ster.
De ster is het prototype van een categorie variabele sterren die snel roteren en aan hun evenaar brokken massa verliezen. Hierdoor vlamt de helderheid af en toe op.